# Site des hommes à queue
Le site des hommes à queue est un site archéologique et historique du Bénin situé dans la commune de Dogbo (département du Couffo), à 136 km au nord-ouest de Cotonou. Des galeries d'un ancien site d'extraction minière y constituent le support d'une légende très répandue (Homo caudatus (no)), particulièrement sur le continent africain, et nourrissent la réflexion des autorités qui souhaitent valoriser ce patrimoine.

## Description
Le site est constitué de champs ou de jachères où l'on trouve une multitude de trous et de tunnels communiquant entre eux. La longueur totale des galeries de Dogbo est estimée à 30 km, le diamètre des galeries étant compris entre 1 et 2,5 m.

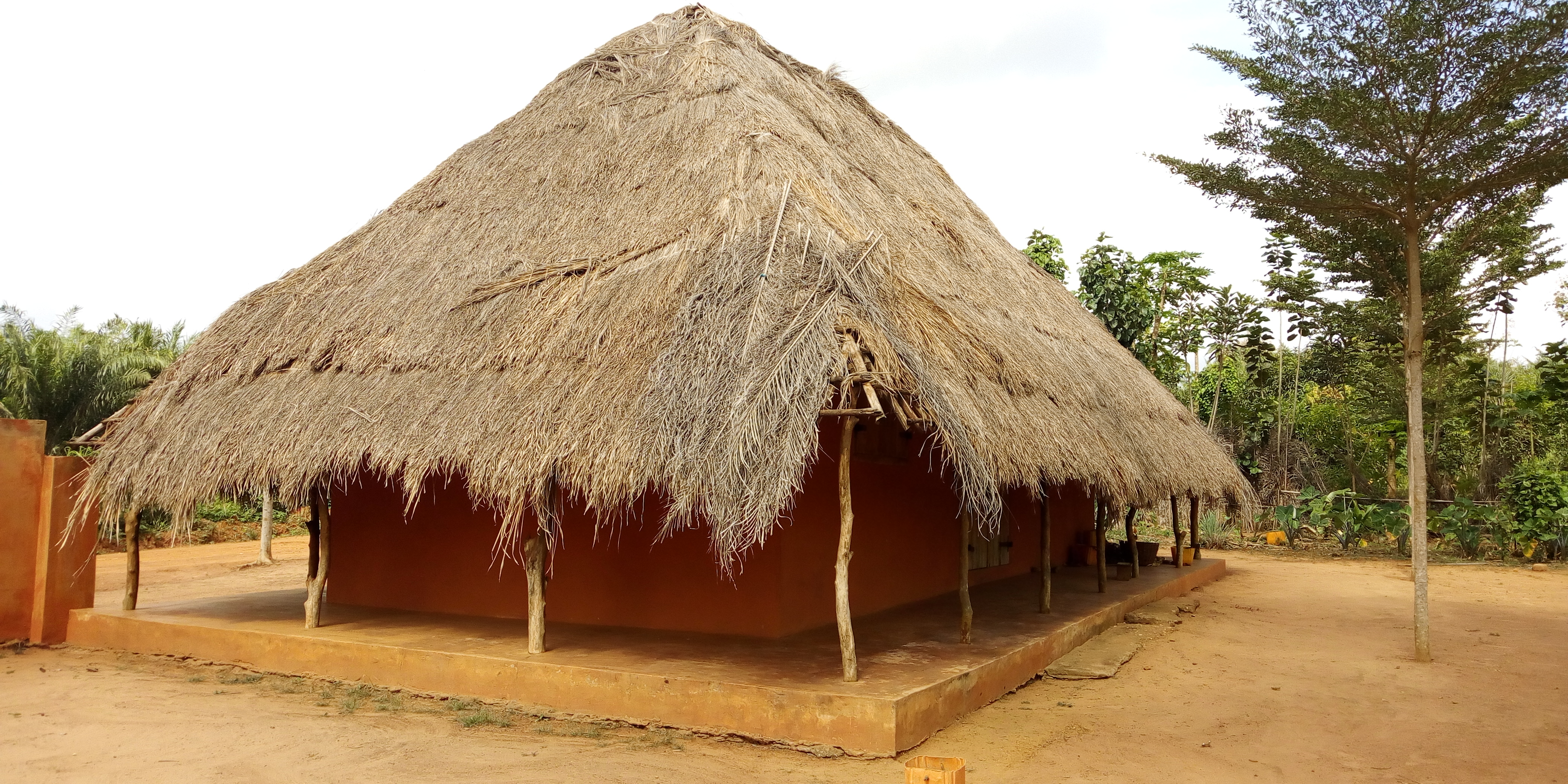
Salle d'accueil du site des hommes à queue à Dogbo (Bénin).

Galeries souterraines.
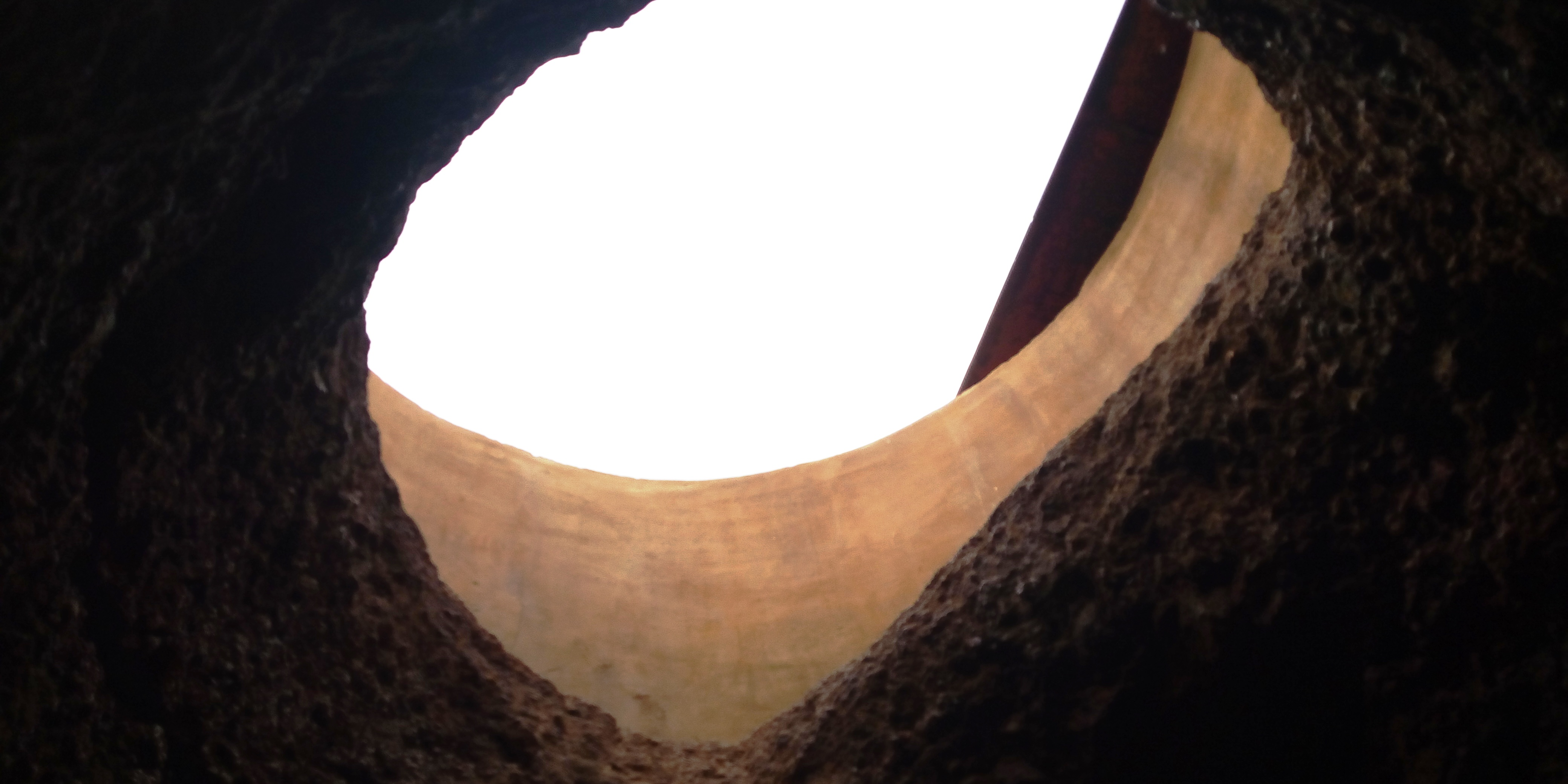
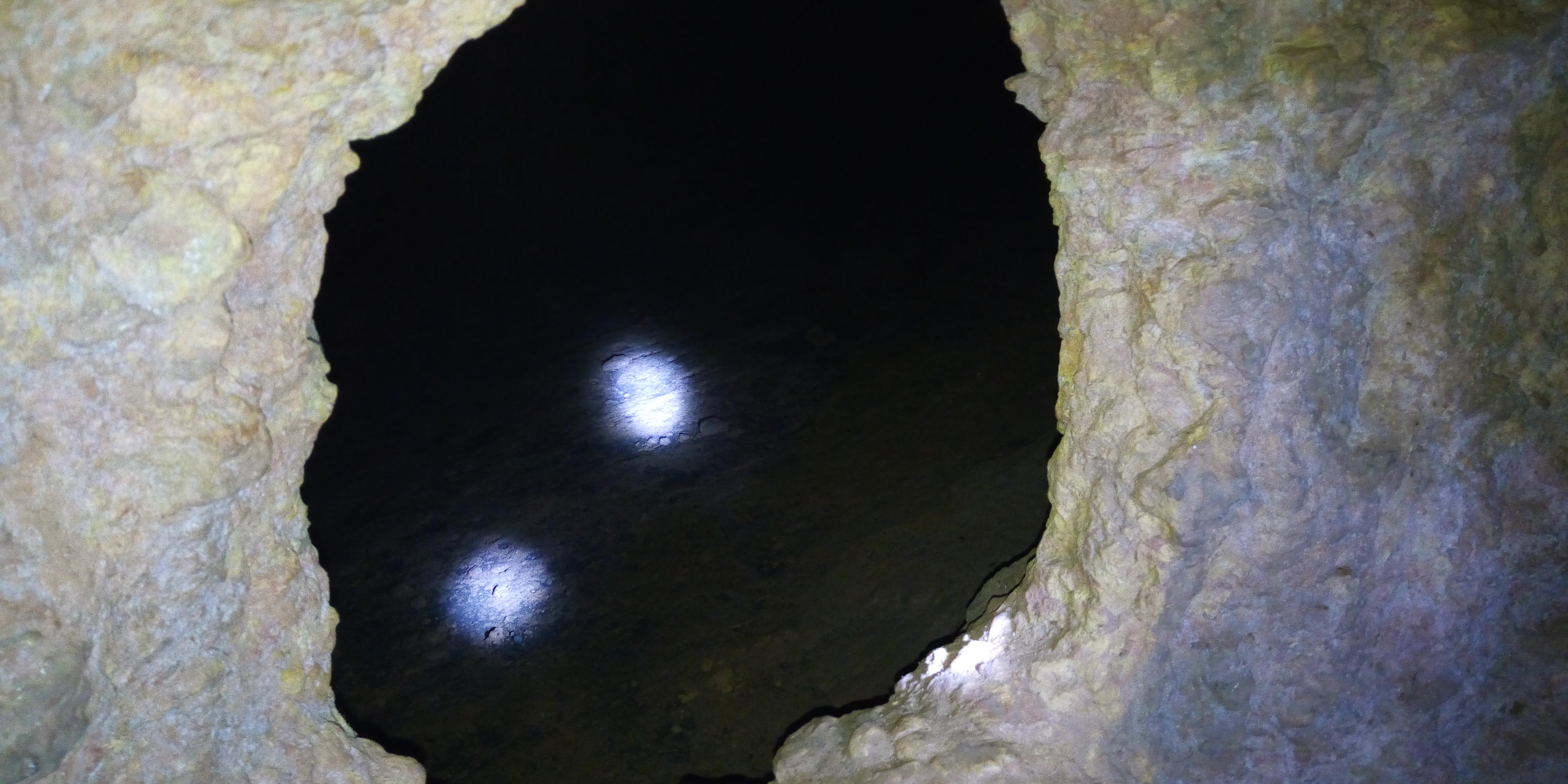
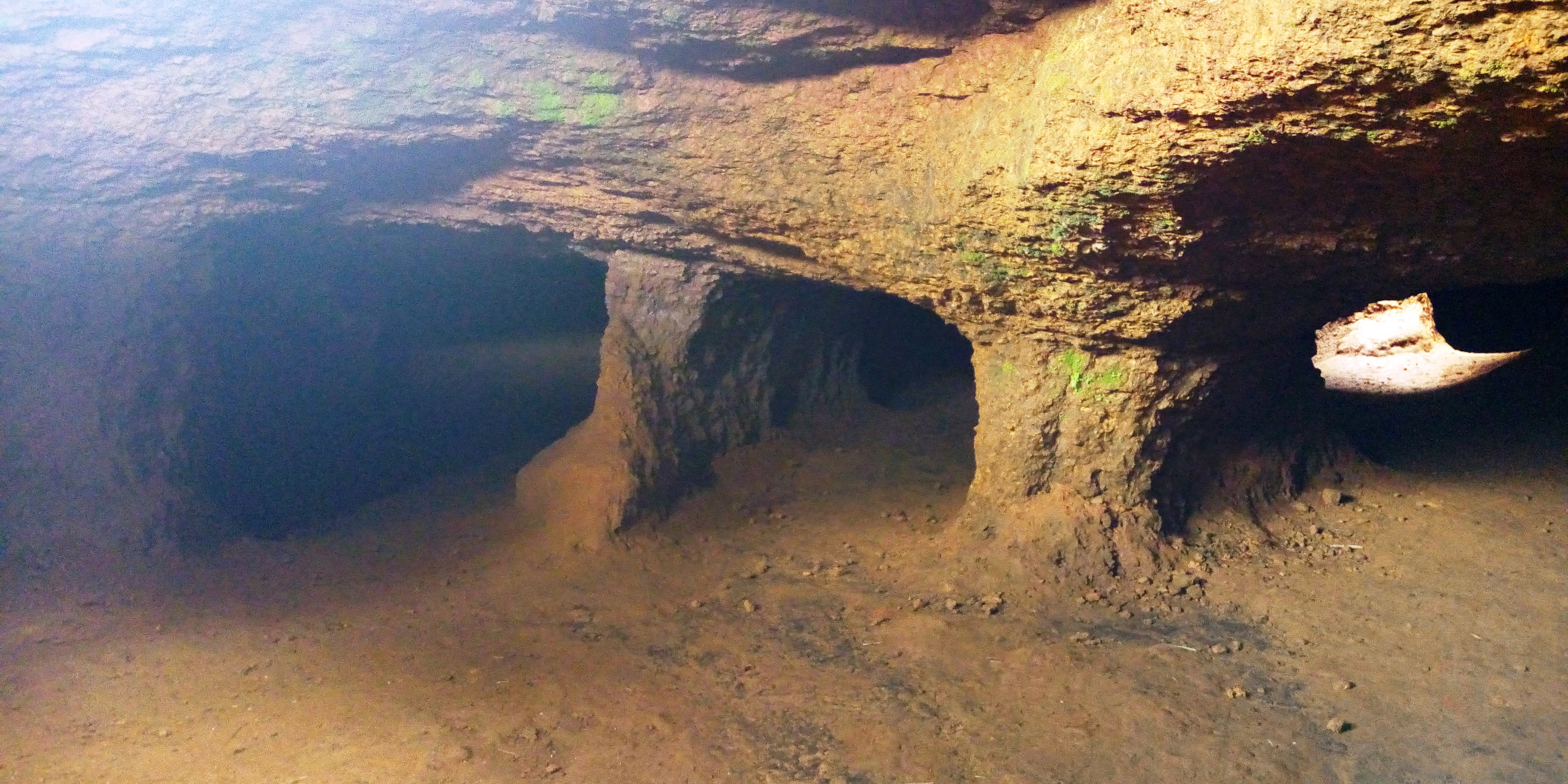
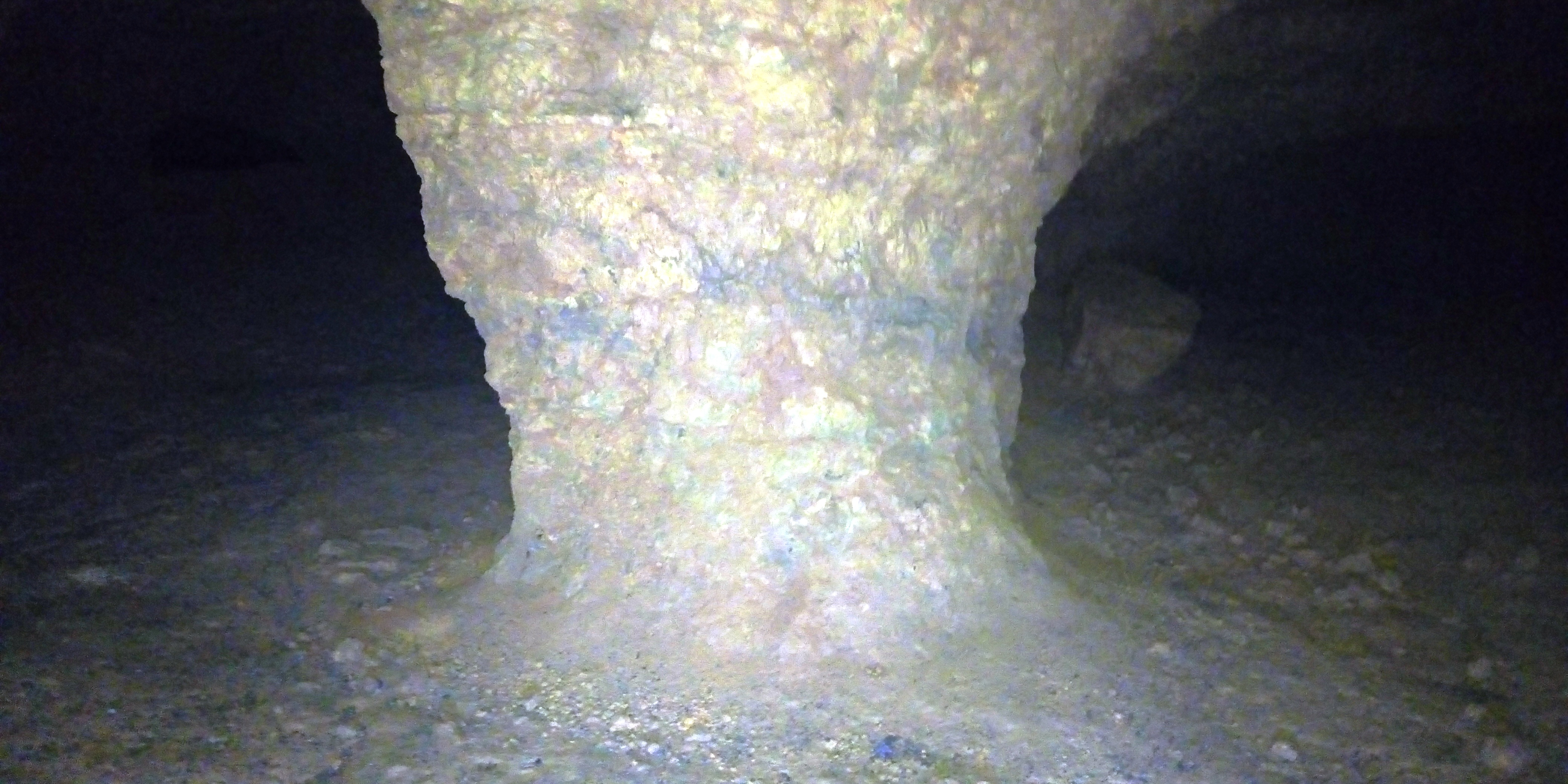
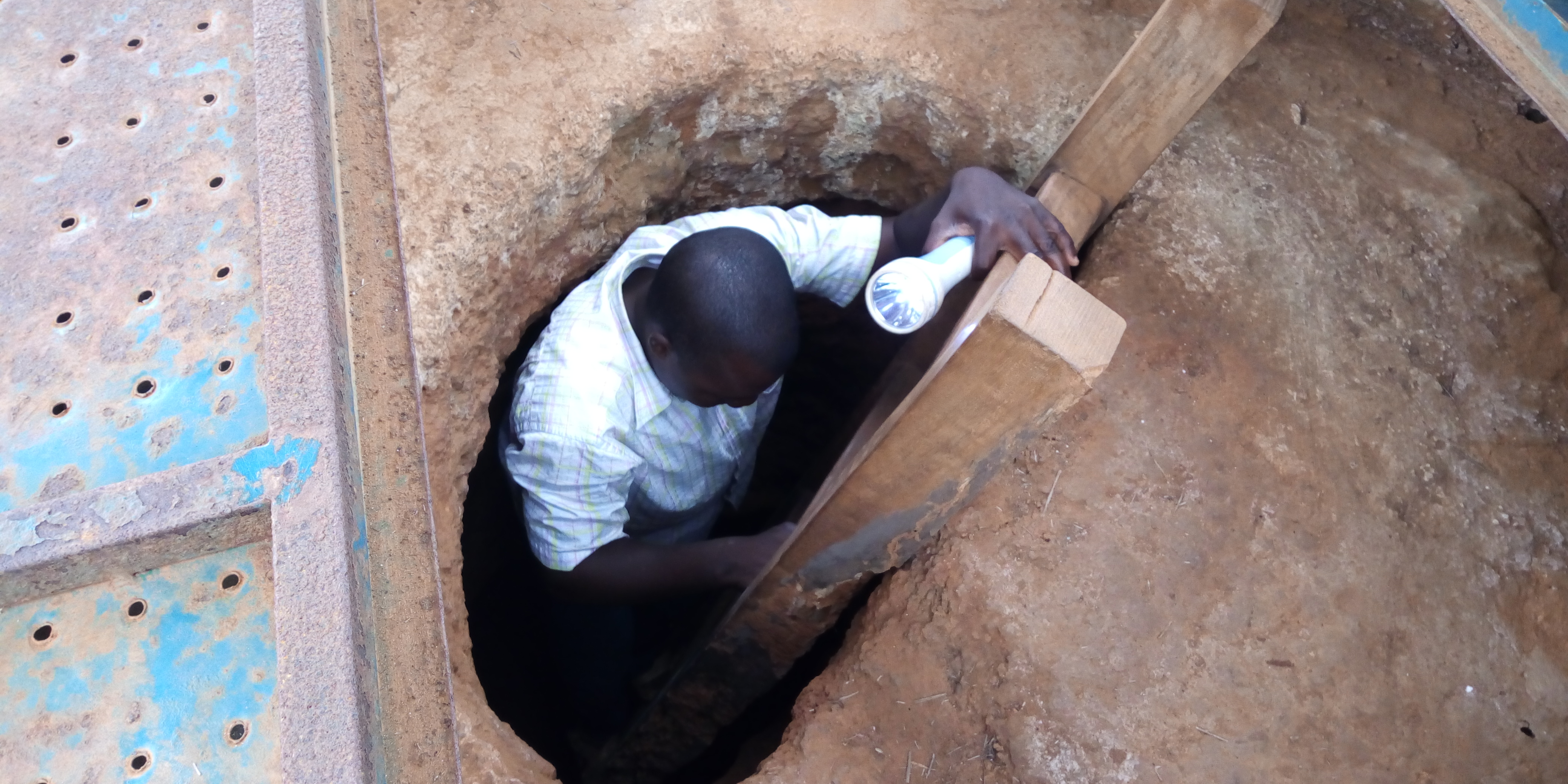

## Histoire
Après la découverte fortuite du village souterrain d'Agongointo-Zoungoudo par une entreprise de travaux publics danoise en février 1998, de nombreux autres abris souterrains sont mis au jour dans la région. Des recherches sont notamment menées à Dogbo où un nouveau site (Gounoudoudji) est découvert en novembre de la même année. Une mission archéologique danoise prend en charge les fouilles à partir de 2001.
Ce site aurait été utilisé pour l'exploitation minière entre le IXe et le XVe siècle. Lors des grandes migrations est-ouest qui conduisirent des populations depuis l'actuel Nigeria vers le Ghana d'aujourd'hui, la présence de fer, attestée par la couleur rouge de la roche, encouragea certains à se sédentariser dans la région. Les gisements se trouvant à 2 ou 3 m de profondeur, le creusement de galeries s'est avéré nécessaire.

Extraction du minerai de fer.
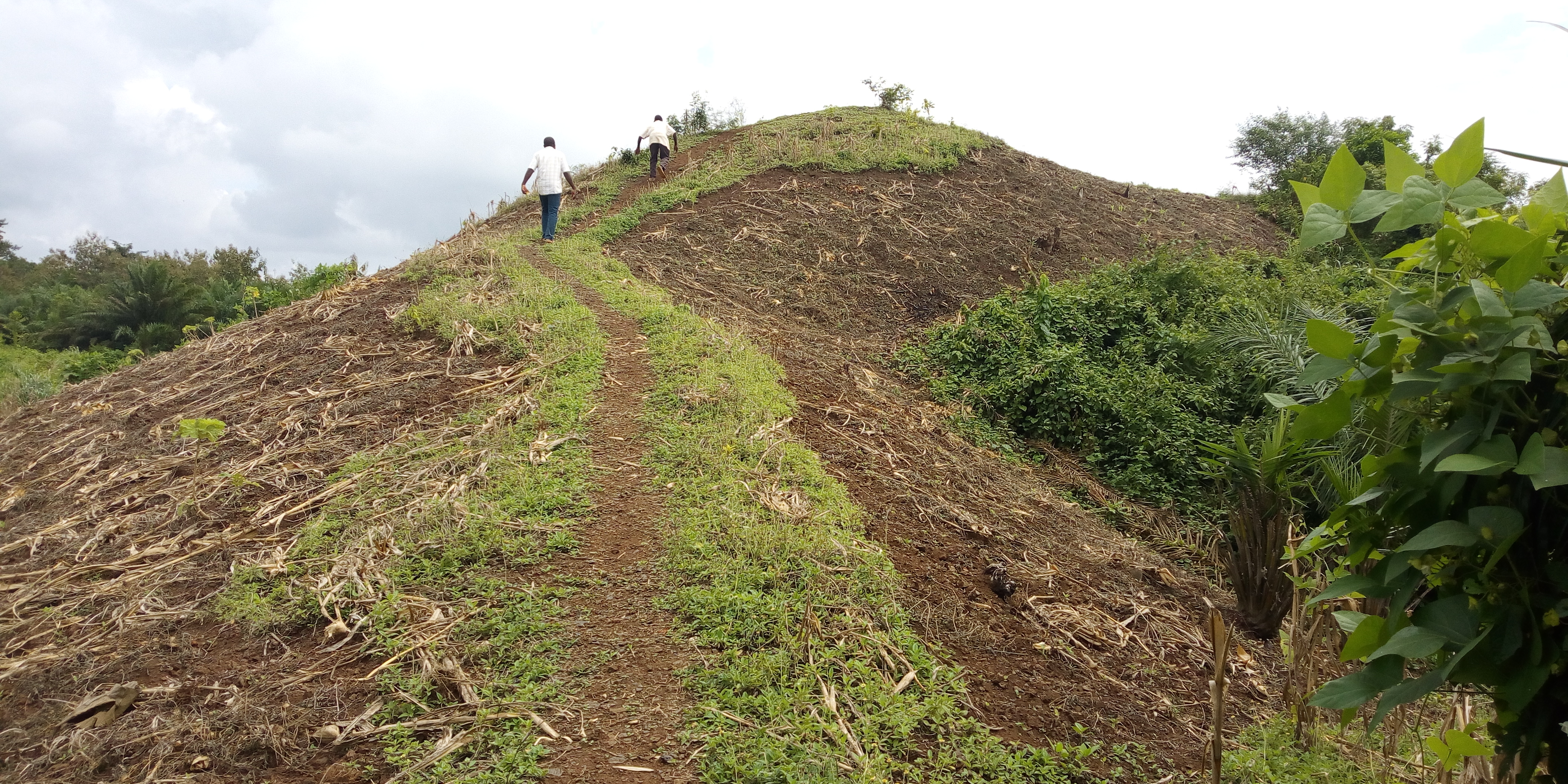
Montagne de résidus.
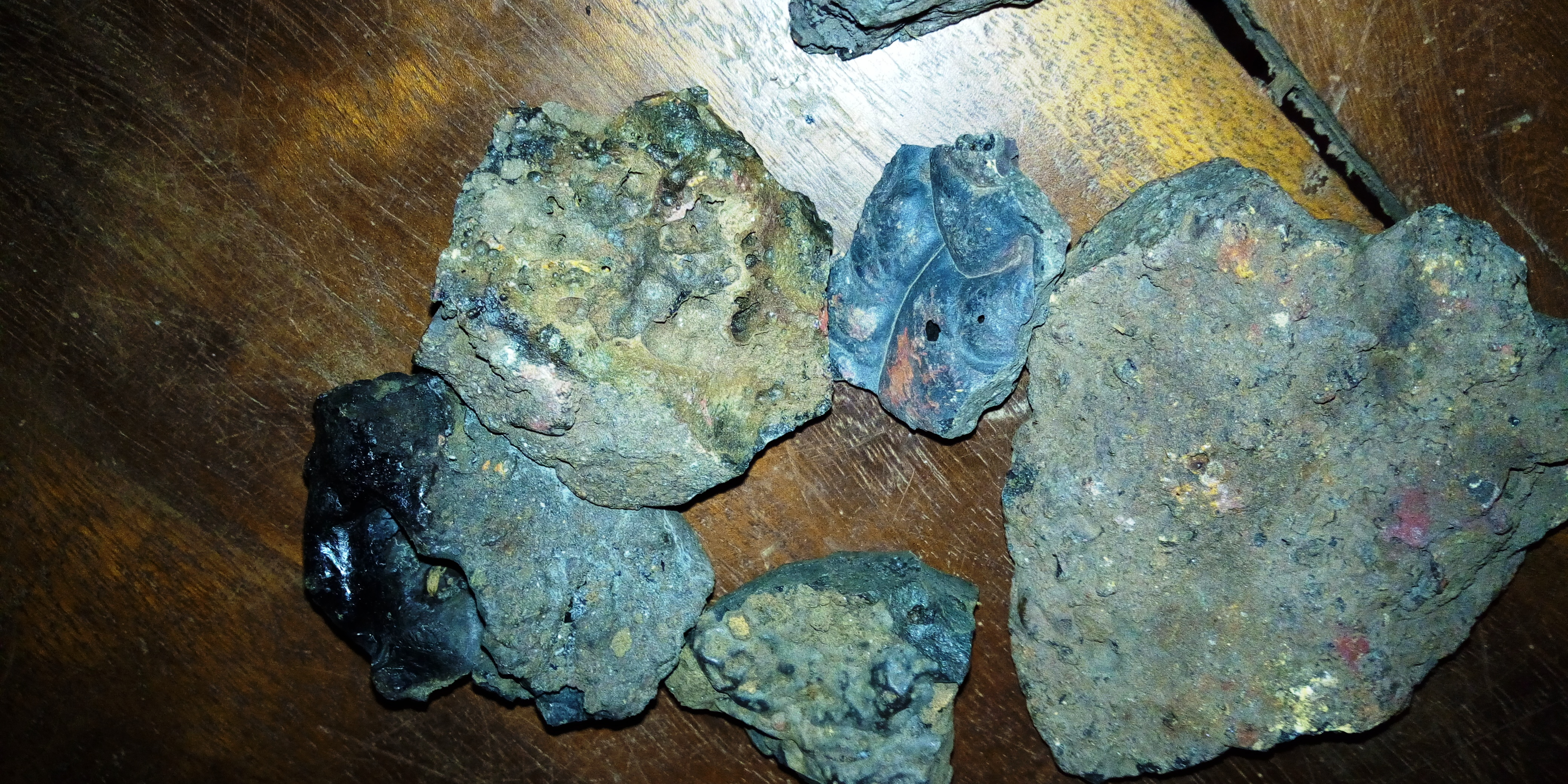
Déchets de minerai.

D'abord surpris par l'intérêt porté par les scientifiques à leur sous-sol, les villageois pénètrent à leur tour dans les galeries en 2012, sous la conduite de leur maire.

## Homo caudatus: la légende

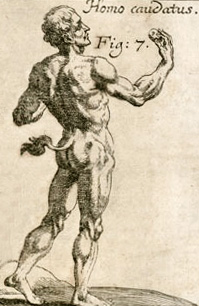
Homo caudatus (Johann Zahn, 1696).

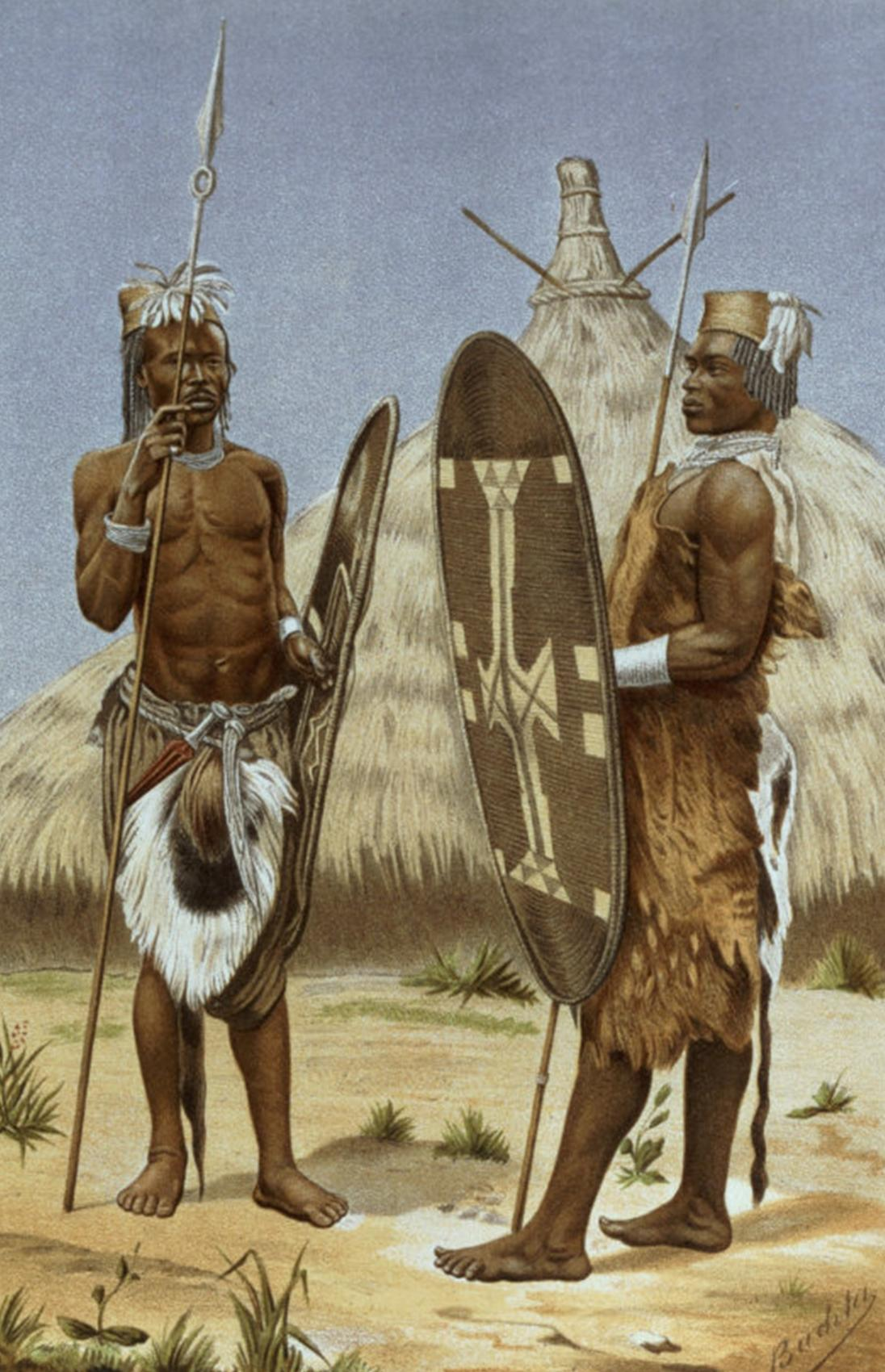
Représentation des Niam-Niams par Richard Buchta (1898).

Ces galeries ont été utilisées par les chasseurs comme abris, mais la légende, transmise par les riverains, interprète ces trous comme l'habitat d'un peuple très particulier, des forgerons dotés de queues. Pour dissimuler leur appendice caudal, ils se rendent au marché très tôt le matin afin d'y vendre les outils qu'ils fabriquent, s'y tiennent assis toute la journée sur de grosses pierres trouées et ne repartent qu'à la tombée de la nuit. Cependant des villageois en viennent à soupçonner le subterfuge et versent dans les orifices des pierres de l'huile de palme qui attire les fourmis. Lorsque les hommes à queue reviennent s'y asseoir, ils sont attaqués par les insectes et ne doivent leur salut qu'aux ailes qui leur poussent alors et leur permettent de s'enfuir pour toujours.
Ce récit s'inscrit dans une longue tradition mythique. Entre l'homme et la bête, Homo caudatus fascine depuis l'Antiquité : sa première mention serait due à Hannon le Navigateur, dans son Périple au VIe siècle av. J.-C.. Même si quelques exemples se rattachent à l'Asie, c'est en Afrique subsaharienne qu'on trouve les références les plus riches et les plus abondantes. Avant l'ère coloniale, rares sont les pays africains où n'existent pas de récits sur les hommes à queue. Ces croyances populaires ont pu été renforcées par l'écho particulier qu'elles ont trouvé en Europe, l'un des ouvrages les plus fameux étant celui, largement imaginaire, de Louis du Couret (alias Hadji-Abd-El-Hamid-Bey), Voyage au pays des Niam-Niams ou Hommes à queue, publié en 1854. 
Particulièrement vivaces au Bénin, où il n'est pas rare que les hommes à queue soient des métallurgistes-forgerons, ces représentations mentales semblent véritablement ancrées dans la mémoire collective des populations, venant ainsi étayer le récit des sages de Dogbo.

## Tourisme
Dans le cadre de la priorité donnée au tourisme par le président Patrice Talon en 2016, le village, soutenu par le Fonds des Arts et de la Culture et le Conseil de l'Entente, espère que les recherches archéologiques et historiques en cours permettront de mieux documenter le site afin d'en valoriser le potentiel touristique.

#### Le site de Dogbo
- Giscard Amoussou, « À la découverte du site des “hommes à queue” », 24 heures au Bénin, 20 avril 2018,
- Sam Botton, « Site des hommes à queue au Bénin, un patrimoine touristique unique », La Nouvelle Tribune, 23 avril 2018
- Romuald Noudedji, « Hommes à queue de Dogbo : “Personne n’osait entrer dans ces excavations, de peur de ne plus pouvoir en sortir…” », Bénin 24 TV, 20 novembre 2018

#### Les hommes à queue en Afrique
- Louis du Couret, (Hadji-Abd-El-Hamid-Bey), Voyage au pays des Niam-Niams ou Hommes à queue, avec un portrait d'un Niam-Niam et une notice biographique sur l'auteur par Alexandre Dumas, Martinon, Paris, 1854, 104 p., [lire en ligne]
- A. Félix Iroko, « Mythe ou réalité des hommes à queue d'Afrique du XVIe au XIXe siècle », in Recherche, pédagogie et culture, 1983, p. 56-61
- A. Félix Iroko, « Hommes à queue et traditions en République du Bénin », in Africa: Rivista trimestrale di studi e documentazione dell'Istituto italiano per l'Africa e l'Oriente, Anno 47, no 3, Settembre 1992, p. 413-423, [lire en ligne]
- Jean-Dominique Pénel, Homo caudatus : les hommes à queue d'Afrique centrale : un avatar de l'imaginaire occidental, Société d'études linguistiques et anthropologiques de France, Paris, 1982, 32 p.  (ISBN 2-85297-108-9) (texte remanié d'une thèse)
- S. Zaborowski, « Les hommes à queue », in Bulletins de la Société d'anthropologie de Paris, IV° série, tome 8, 1897, p. 28-32, [lire en ligne].